# 후커우향

후커우 향의 위치

후커우향(한국어: 호구향, 중국어: 湖口郷, 병음: Húkǒu Xiāng)은 중화민국 신주 현의 향이다. 넓이는 58.4303km2이고, 인구는 2015년 8월 기준으로 77,166명이다.

## 지리
후커우 향은 신주 현에 위치하고 북동부는 타오위안시 양메이 진과의 현 경계를 형성하고 있다. 서쪽은 신펑 향, 남쪽은 남서쪽의 일부가 주베이 시와 접하고 있는 것 외에는 구릉 지대가 신푸 진까지 연결되어 있다. 동남쪽 및 남쪽은 산악 지대로 산성의 건조한 자갈과 적토에 의한 지층이 대부분을 차지하고 있다. 향내에는 큰 하천이 없기 때문에 관개를 필요로 하는 농업에는 불리한 자연 조건이다.

## 교통
- 타이완 철로관리국 종관선
- 국도 1호선